# 脇坂泰斗
脇坂泰斗（日语：脇坂 泰斗；1995年6月11日—），日本足球運動員，日本國家足球隊成員，司職中場，現效力日職球隊川崎前鋒。

## 俱樂部生涯
作为自己的第一场日职的比赛，川崎前锋的大学二年级新秀脇坂泰斗就贡献了2个助攻，帮助球队3-1战胜了仙台维加泰。
日职联赛第11轮，川崎前锋迎战清水心跳。在上半场临近结束时，脇坂泰斗接达米昂的传球，头球破门，打入其个人本赛季联赛首个进球。
据亚足联的官网消息，日本U23球员脇坂泰斗凭借客场对阵悉尼FC的两个进球当选亚冠小组赛第6轮最佳球员。
客场作战的川崎前锋凭借脇坂泰斗的进球2-0战胜了浦和红钻，取得连胜。

## 國家隊生涯
日本足协从川崎前锋追加招入了脇坂泰斗加入国家队，这也是脇坂泰斗首次被招入国家队。

## 個人生活
川崎前锋中场球员脇坂泰斗结婚消息已经被公布，据悉他和妻子从学生时代就已经开始了交往。 

## 外部連結
- 脇坂泰斗在 National-Football-Teams.com 上的出场纪录
- 脇坂泰斗 （页面存档备份，存于）于川崎前锋官网的档案
- 脇坂泰斗的X（前Twitter）
- 脇坂泰斗的Instagram帳戶